# Subhumans (Britse band)
Subhumans is een Engelse punkband afkomstig uit het graafschap Wiltshire en opgericht in 1980. Zanger Dick Lucas was toen voormalig lid van een andere band genaamd The Mental en andere leden van de band hadden voorheen al in The Stupid Humans gespeeld. De band speelt voornamelijk hardcore punk en anarcho-punk.

## Geschiedenis
De band werd opgericht in 1980 door gitarist Bruce Treasure en drummer Andy Gale samen met de bassist Grant Jackson, die voorheen in de band Audio Torture had gespeeld. De band werd aanvankelijk Superhumans genoemd, maar dit werd veranderd naar Subhumans veranderd nadat Lucas nog in hetzelfde jaar bij de band ging spelen. Tegen het einde van het jaar had Gale de band verlaten en was hij vervangen door Trotsky.
De band liet een demo uitbrengen in 1981. De demo werd gehoord door leden van de band Flux of Pink Indians nadat deze hem hadden ontvangen van Graham Burnett van de New Crimes-fanzine. De bandleden waren onder de indruk en boden Subhumans een contract aan bij hun nieuwe label Spiderleg Records. De eerste officiële uitgave van Subhumans, een ep getiteld Demolition War, werd via Spiderleg Records uitgegeven in december 1981. De band liet nog twee ep's uitgeven in 1982, namelijk Reasons for Existence en Religious Wars. Ook richtte de band in dit jaar het label Bluurg Records op.
Het debuutalbum van Subhumans werd getiteld The Day The Country Died en werd in 1983 via Spiderleg Records uitgegeven. Dit album werd al snel gevolgd door de ep Evolution, wat het eerste eigen album van de band was dat via Bluurg Records werd uitgegeven. Deze ep werd op zijn beurt weer gevolgd door het vijfde ep Time Flies... But Aeroplanes Crash dat later dat jaar werd uitgegeven. Tegen het einde van 1983 had de oorspronkelijke bassist Grant de band verlaten (vlak vóór de opnamesessies voor het tweede studioalbum) en was hij vervangen door Phil Bryant van de band Pagans. Het jaar daarop werd het tweede studioalbum From the Cradle to the Grave uitgegeven.
Subhumans werd opgeheven eind 1985, na het opnemen van het derde studioalbum Worlds Apart. In 1986 Lucas bij Culture Shock spelen en richtte in 1990 de band Citizen Fish op. Het tweede verzamelalbum van Subhumans werd ook dat jaar uitgegeven. In 1994 en 1998 kwam de band een paar keer bij elkaar om enkele shows en korte tours te doen. Subhumans kwam pas in 2004 weer voor het echt bij elkaar. Dat jaar werd het livealbum Live in a Dive opgenomen. Drie jaar later werd het studioalbum Internal Riot uitgegeven. De band speelt nog steeds shows tot de dag van vandaag, maar is niet meer zo actief als voorheen.

## Leden
| Huidige leden - Dick Lucas - zang, piano (1980-heden) - Bruce Treasure - gitaar, achtergrondzang (1980-heden) - Phil Bryant - basgitaar (1983-heden) - Trotsky - drums (1980-heden) | Voormalige leden - Steve Lucas - gitaar - Herb - basgitaar (1980-1981) - Grant Jackson - basgitaar (1981-1983) - Andy Gale - drums (1980) |

## Discografie

### Studioalbums
- The Day the Country Died (1983)
- From the Cradle to the Grave (1983)
- Worlds Apart (1985)
- 29:29 Split Vision (1986)
- Internal Riot (2007)

### Ep's
- Demolition War (1981)
- Reasons for Existence (1982)
- Religious Wars (1982)
- Evolution (1983)
- Time Flies... but Aeroplanes Crash (1983)
- Rats (1984)
- Unfinished Business (1998)

### Verzamelalbums
- EP-LP (1985)
- Time Flies + Rats (1990)

### Livealbums
- Live in a Dive (2004)